# Żwawość
Żwawość (ŻW) — jedna z czasowych charakterystyk zachowania (obok perseweratywności), tendencja do szybkiego reagowania, utrzymywania wysokiego tempa wykonywanych czynności oraz łatwej zmiany reakcji (zachowania) w odpowiedzi na zmianę warunków zewnętrznych. Wprowadzona przez Jana Strelaua w regulacyjnej teorii temperamentu.